# Lowick, Northumberland
Lowick är en ort och civil parish i Storbritannien.   Den ligger i grevskapet och kommunen Northumberland i riksdelen England, i den centrala delen av landet, 500 km norr om huvudstaden London. Lowick ligger 109 meter över havet och antalet invånare är 552.
Terrängen runt Lowick är platt.Runt Lowick är det ganska glesbefolkat, med 25 invånare per kvadratkilometer. Närmaste större samhälle är Berwick-upon-Tweed, 16,8 km norr om Lowick. Trakten runt Lowick består i huvudsak av gräsmarker.